# Superboy (seriál)
Superboy (v anglickém originále Superboy, od třetí řady The Adventures of Superboy) je americký dobrodružný sci-fi televizní seriál natočený na námět superhrdinského komiksu o dospívajícím Supermanovi – tzv. Superboyi. Premiérově byl vysílán v letech 1988–1992. Ve čtyřech řadách vzniklo celkem 100 dílů, první tři série měly po 26 epizodách, čtvrtá sezóna obsahovala 22 dílů. Seriál byl na DVD vydán v letech 2006–2013. V Česku byly první dvě řady seriálu vysílány od 4. ledna 1997 do 24. srpna 1997  na TV Prima.

## Příběh
První dvě řady popisují příhody Clarka Kenta (Superboye), jeho kamarádky Lany Langové a dalších přátel na Siegelově žurnalistické škole na Shusterově univerzitě v Shustervillu na Floridě. Ve třetí a čtvrté sezóně jsou Clark a Lana na stáži v Úřadu pro extranormální jevy ve floridském Capitol City. Úhlavním Superboyovým nepřítelem je po celý seriál Lex Luthor.

## Obsazení
- John Newton jako Clark Kent / Superboy (1. řada)
- Gerard Christopher jako Clark Kent / Superboy (2.–4. řada)
- Stacy Haiduk jako Lana Langová
- Jim Calvert jako Trevor Jenkins „T. J.“ White (1. řada)
- Ilan Mitchell-Smith jako Andy McCalister (2. řada)
- Peter Jay Fernandez jako Matt Ritter (3.–4. řada)
- Robert Levine jako C. Dennis Jackson (3.–4. řada)